# Větrušice (Čeradice)
Větrušice je malá vesnice, část obce Čeradice v okrese Louny. Nachází se asi 2,5 km na západ od Čeradic. V roce 2011 zde trvale žilo 16 obyvatel.
Větrušice je také název katastrálního území o rozloze 2,68 km².

## Historie
První písemná zmínka o vesnici pochází z roku 1305.

## Obyvatelstvo
Při sčítání lidu v roce 1921 zde žilo 105 obyvatel (z toho 52 mužů), z nichž bylo sedm Čechoslováků a 98 Němců. Všichni byli římskými katolíky. Podle sčítání lidu z roku 1930 měla vesnice 83 obyvatel: osm Čechoslováků a 75 Němců. Kromě jednoho evangelíka se hlásili k římskokatolické církvi.
|                                                                        | 1869 | 1880 | 1890 | 1900 | 1910 | 1921 | 1930 | 1950 | 1961 | 1970 | 1980 | 1991 | 2001 | 2011 |
| ---------------------------------------------------------------------- | ---- | ---- | ---- | ---- | ---- | ---- | ---- | ---- | ---- | ---- | ---- | ---- | ---- | ---- |
| Obyvatelé                                                              | 90   | 109  | 103  | 95   | 101  | 105  | 83   | 33   | 33   | 23   | 14   | 8    | 13   | 16   |
| Domy                                                                   | 20   | 21   | 20   | 22   | 23   | 22   | 22   | 13   | .    | 7    | 6    | 7    | 8    | 9    |
| Počet domů z roku 1961 je zahrnut v celkovém počtu domů obce Čeradice. |      |      |      |      |      |      |      |      |      |      |      |      |      |      |

## Galerie

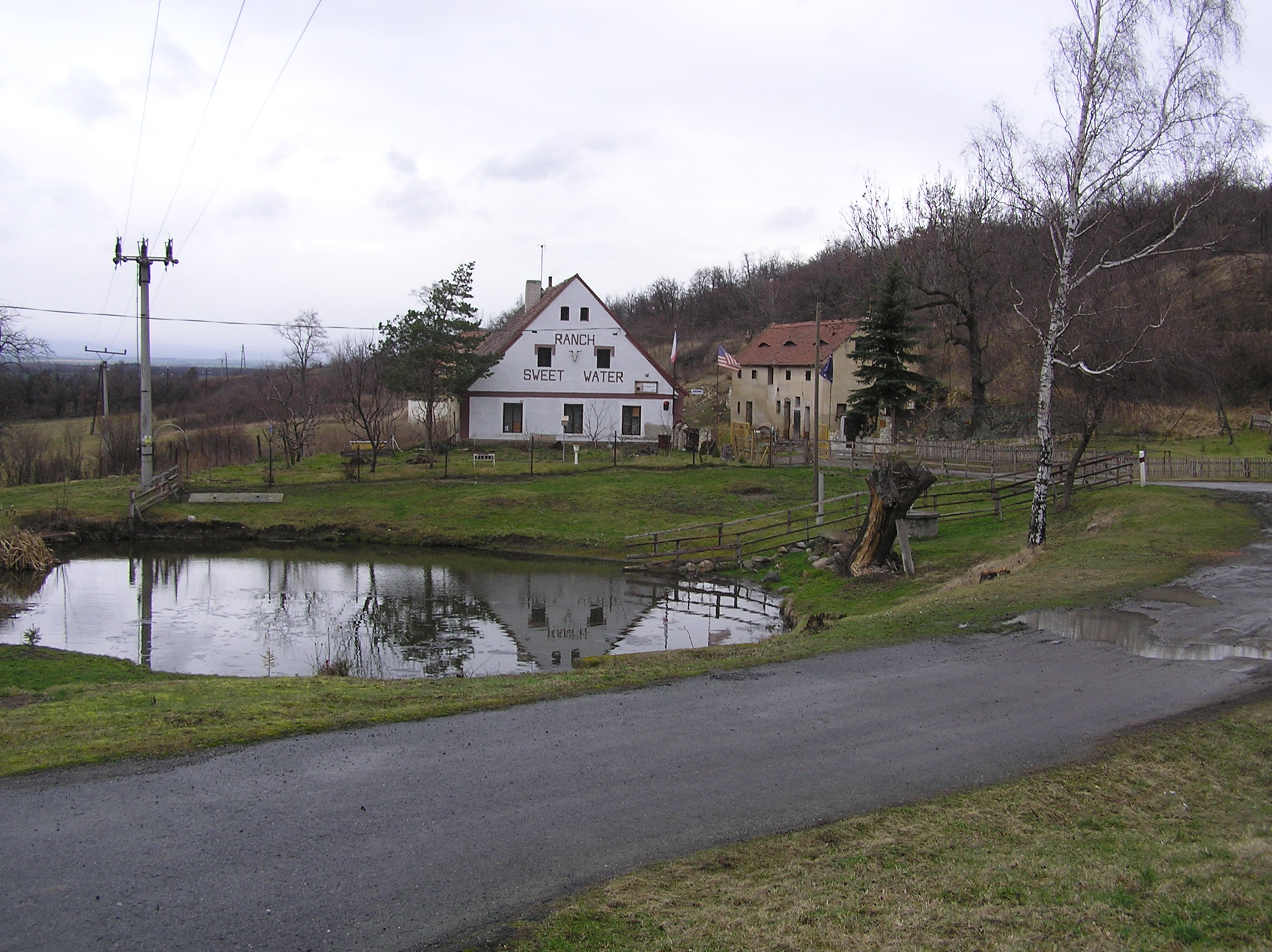
Rybník na návsi
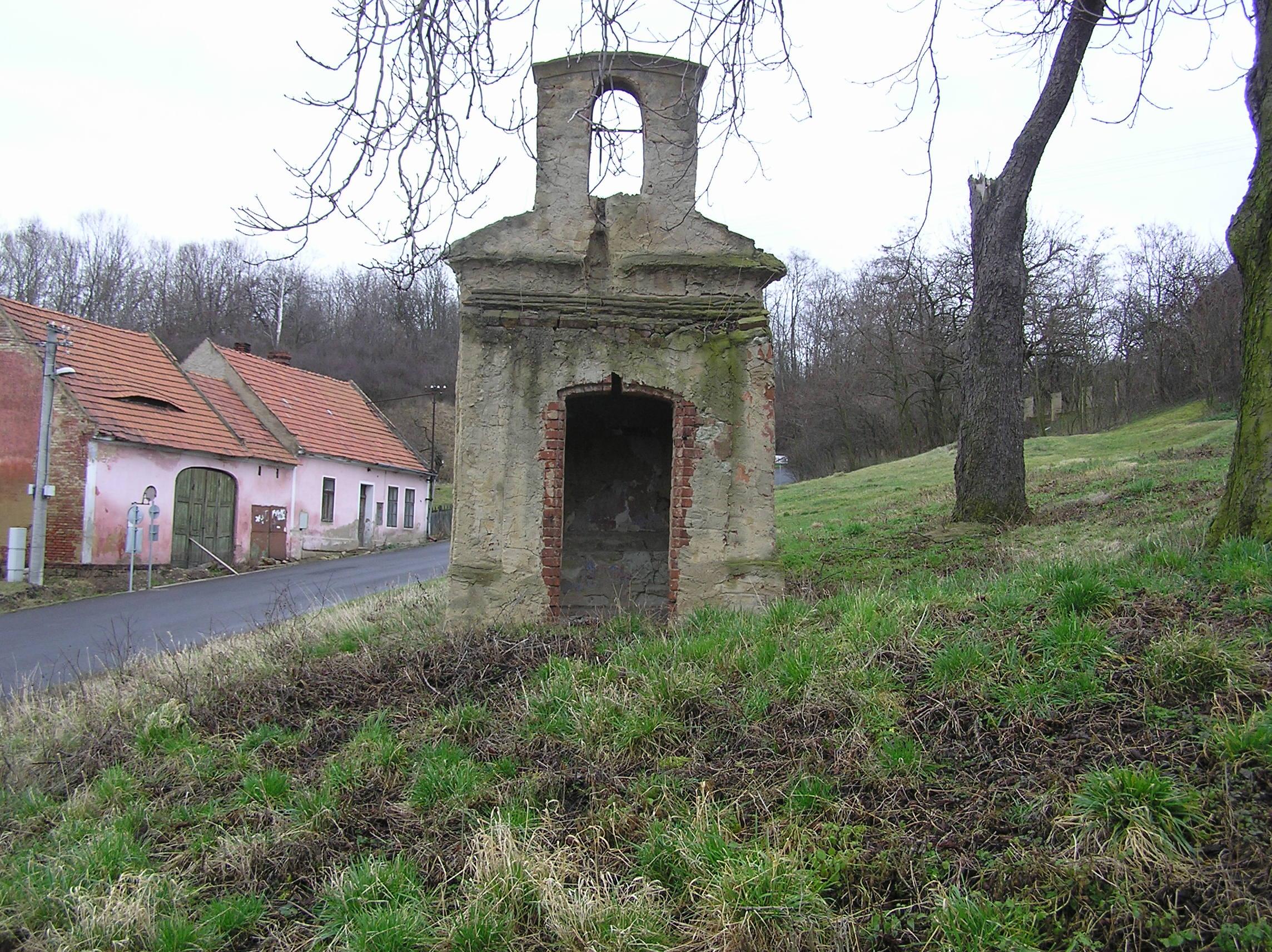
Kaplička